# Heterospilus matthewsi
Heterospilus matthewsi är en stekelart som beskrevs av Marsh och Melo 1999. Heterospilus matthewsi ingår i släktet Heterospilus och familjen bracksteklar. Inga underarter finns listade i Catalogue of Life.